# Tețcoiu, Dâmbovița
Tețcoiu este satul de reședință al comunei Mătăsaru din județul Dâmbovița, Muntenia, România. Se invecineaza la nord cu satul Cretulesti, la vest cu Mogosani, la sud cu Poroinica iar la Est cu Costestii din deal.

## Descoperiri arheologice
La 0,5 km vest de sat, pe malul drept al Tinoasei, între satele Pădureni și Zăvoi a fost descoperită o așezare de tip tell gumelnițeană și un mormânt de inhumație.